# Linaria guilanensis
Linaria guilanensis är en grobladsväxtart som beskrevs av Hamdi och Assadi. Linaria guilanensis ingår i släktet sporrar, och familjen grobladsväxter. Inga underarter finns listade i Catalogue of Life.